# Seyran Ateş
Seyran Ateş (née le 20 avril 1963 à Istanbul en Turquie) est une avocate allemande, imame et féministe.

## Biographie

### Jeunesse et formation
Sa famille émigre en Allemagne quand elle a six ans. Élevée dans un milieu très conservateur, elle quitte le domicile familial à l'âge de 17 ans, pour aller vivre dans des squats à Berlin. Excellente élève, elle étudie le droit à l'université libre de Berlin. À la suite d'une blessure grave dans l'exercice de ses fonctions, elle n'est diplômée qu'en 1997, date à laquelle elle commence à exercer en tant qu'avocate. Elle est spécialisée en droit pénal et en droit de la famille.

### Carrière d'avocate
Elle défend les femmes turques et kurdes victimes de violences conjugales et se spécialise dans la défense des victimes de crimes dits « d'honneur ». En 1984, lors d'une de ses consultation au  au Centre d'information des femmes turques, un mari violent, membre de l'organisation d'exrême-droite turque des Loups gris, tire à trois reprises sur Seyran Ateş et sa cliente, qui en décède. 
Sa position, sur la société musulmane en occident qu'elle considère souvent plus conservatrice que la société musulmane en Turquie, met sa vie en danger. Sous la pression de menaces de mort, Seyran Ates, abandonne momentanément sa carrière d’avocate en 2006. En raison des menaces de mort dont elle fait l'objet après la publication du livre L'islam a besoin d'une révolution sexuelle, elle cesse à nouveau son activité d'avocate en 2009.  

### Carrière d'imame
Seyran Ateş ouvre la mosquée Ibn Ruschd-Goethe à Berlin, le 16 juin 2017. La mosquée porte les noms du philosophe et médecin arabe Ibn Ruschd (Averroès) et du penseur allemand Goethe, pour faire le lien entre les cultures musulmanes et occidentales. C'est la première mosquée progressiste en Allemagne. Elle est ouverte à tous les courants religieux de l'Islam, sunnite, chiite, alévi, soufi. Les femmes et les hommes prient côte à côte. Niqabs et tchadors sont interdits. Les femmes n'ont pas à porter le voile dans la mosquée.

## Distinctions et honneurs
- 2005 : Nomination pour le prix Nobel de la paix dans le cadre du projet 1000 PeaceWomen for the Nobel Peace[8].

## Publications
- Bei Trennung: Tod, dans: Robertson-von Trotha, Caroline Y. (ed.): Tod und Sterben dans der Gegenwartsgesellschaft. Eine interdisziplinäre Auseinandersetzung (= Kulturwissenschaft interdisziplinär / Études culturelles interdisciplinaires, vol. 3), Baden-Baden 2008
- Große Reise ins Feuer: Die Geschichte einer deutschen Türkin, Reinbek bei Hamburg, 2006
- Individualität: Ich sein de l'oder Ich haben?, dans: Flensburger Hefte, no 87, Flensburg, 2005
- Seyran Ateş (trad. d'Olivier Mannoni), La traversée des flammes : turque, allemande et libre, Calmann-Levy, 2005, 186 p.  (ISBN 978-2702136249),
- Selam, Frau Imamin: Wie ich in Berlin eine liberale Moschee gründete, Ullstein Verlag Gmbh, 2017, 304 p.   (ISBN 978-3550081552)